# Angelos (biskup Asz-Szarkijji)
Angelos (ur. 1932 w Az-Zakazik, zm. 11 września 2011) – duchowny Koptyjskiego Kościoła Ortodoksyjnego, od 1976 do 2011 biskup Asz-Szarkijji.

## Życiorys
1 października 1972 złożył śluby zakonne. Święcenia kapłańskie przyjął 3 czerwca 1973. Sakrę biskupią otrzymał 14 listopada 1976. Zmarł 11 września 2011.